# Atlanticus hunanensis
Atlanticus hunanensis är en insektsart som beskrevs av Du, Z. och F-m. Shi 2005. Atlanticus hunanensis ingår i släktet Atlanticus och familjen vårtbitare. Inga underarter finns listade i Catalogue of Life.